# Eric Nzeocha
Eric Nzeocha (Ansbach, 1º aprile 1993) è un ex giocatore di football americano tedesco con cittadinanza francese che ha giocato nel ruolo di middle linebacker.
Ha 3 fratelli che hanno giocato a football americano: Mark, che come lui è arrivato in NFL, Steve, che ha giocato nella nazionale tedesca e Paul, che ha giocato anche a pallacanestro.